# Propaganda (film)
Propaganda is een Turkse film uit 1999 geregisseerd door Sinan Cetin, met Kemal Sunal, Metin Akpinar, Meltem Cumbul en Rafet El Roman.
Deze drama-/komediefilm heeft een speelduur van 120 minuten.

## Verhaal
Turkije, 1948. In dat jaar moet douanebeambte Mehdi (Kemal Sunal) een grens trekken tussen Syrië en Turkije. Het probleem is dat de grens zijn geboortedorp messcherp in twee delen verdeelt. Families, vrienden, schaapskuddes, van de ene dag op de andere leven ze in twee verschillende landen. De autoriteiten in Ankara zijn formeel: niemand mag erdoor. Ook niet Mehdi's beste vriend, dokter Rahim (Metin Akpinar). Langzaam realiseert Mehdi zich het absurde van de situatie, zeker als zijn eigen vrouw met de noorderzon vertrekt. De gebeurtenissen klimmen naar een hoogtepunt door Mehdi's geruzie met zijn ondergeschikte. Uiteindelijk staat de douanier voor een huizenhoog dilemma: trouw zijn orders blijven opvolgen of de wetten aan de wilgen hangen en voor zijn vrienden kiezen?

## Rolverdeling
| Acteur           | Personage        |
| ---------------- | ---------------- |
| Kemal Sunal      | Mehdi            |
| Metin Akpinar    | Rahim            |
| Meltem Cumbul    | Filiz            |
| Rafet El Roman   | Âdem             |
| Meral Orhonsay   | Sahane           |
| Ali Sunal        | Mahmut           |
| Nazmiye Oral     | Azamet           |
| Müge Oruçkaptan  | Nazmiye          |
| Berfi Dicle      | Melek            |
| Kenan Baydemir   | Hamdi            |
| Nail Kirmizigül  | Kopuk Yasar      |
| Turgay Aydin     | Cemil            |
| Cem Safran       | Abuzer           |
| Zaven Çigdemoglu | Deli Selami      |
| Baycan Baybur    | Komiser Muavini  |
| Aysegül Yurdakul | Köylü Kadin      |
| Cengiz Deveci    | Belediye Baskani |
| Özcan Pehlivan   | Asker            |
| Bahar Uçan       | Sadiye           |
| Sultan Yilmaz    | Rahim'in Annesi  |
| Ahmet Tok        | Genç Köylü       |
| Üzeyir Tok       | Selcuk           |
| Turgut Giray     | Cemil            |
| Sinan Çetin      | Sheakespeare     |

## Prijzen en nominaties
Een selectie:
| Jaar | Evenement             | Categorie                  | Genomineerde | Resultaat |
| ---- | --------------------- | -------------------------- | ------------ | --------- |
| 1999 | Shanghai (4de editie) | Gouden Jue voor beste film | Propaganda   | Gewonnen  |